# Министерство национального образования Франции
Министе́рство национа́льного образова́ния Фра́нции (фр. Ministère de l'Éducation nationale, de l'Enseignement supérieur et de la Recherche) — орган исполнительной власти Франции, который отвечает за управление системой образования страны. Учитывая, что национальное образование является крупнейшим работодателем Франции, где работает более половины французских государственных гражданских служащих, его положение традиционно является довольно стратегическим.

## История
Ведомство было создано во Франции в 1802 году. После смены различных режимов во Франции в первые десятилетия XIX века, положение ведомства, его официальный статус и название изменялось несколько раз, прежде чем в 1820 году был создан пост министра народного просвещения. На протяжении большей части своей истории пост министра образования совмещался с деятельностью министра духовных дел (ministre des Cultes), который занимался вопросами, связанными с Римско-католической церковью (за исключением случаев, когда министром народного просвещения был протестант). Иногда должность сочеталась с постом министра спорта и министра по делам молодёжи. В 1932 году титул главы ведомства был изменён на министра национального образования, был на короткое время упразднён в 1940—1941, и был переименован в министра образования в ходе президентства Валери Жискар д’Эстена (1974—1981).
В 2014—2017 годах впервые в истории Франции министерство образования возглавлялось женщиной — Наджад Валло-Белкасем.